# Eunicella cavolini
Espèce
Synonymes
- Eunicella cavolinii

Gorgone jaune
Eunicella cavolini, la gorgone jaune, est une espèce de cnidaires anthozoaires de la famille des Gorgoniidae. C'est une espèce commune de l'est de l'Océan Atlantique et de la Mer méditerranée.

## Galerie

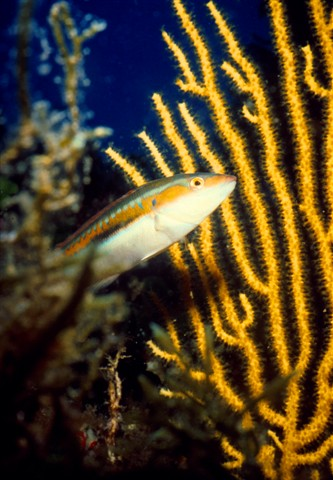
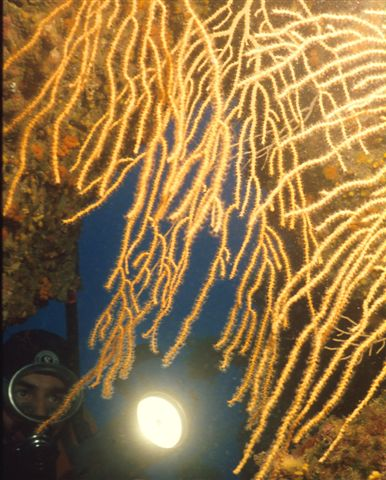
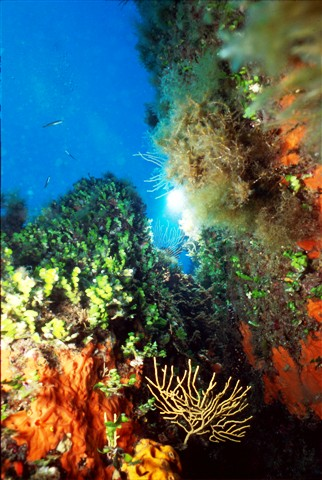